# Lee Do-hyun
Dans ce nom coréen, le nom de famille, Lee, précède le nom personnel.
Pour les articles homonymes, voir Lee.
Lim Dong-hyun (hangeul : 임동현 ; hanja : 林東玄 ; RR : Im Donghyeon ; MR : Im Tonghyŏn), dit Lee Do-hyun (hangeul : 이도현 ; hanja : 李到晛 ; RR : I Dohyeon ; MR : I Tohyŏn), est un acteur sud-coréen, né le 11 avril 1995 à Séoul.
Il se fait connaître pour avoir joué dans les séries télévisées Sweet Home et The Glory.

## Biographie

### Jeunesse et éducation
Lim Dong-hyun naît le 11 avril 1995 à Séoul. Il est le fils aîné d'une fratrie et son frère cadet, Lim Dong-hyuk, souffre d'une déficience intellectuelle.
Il fréquente le département de cinéma et de théâtre à l'université Chung-Ang, où il fait ses premiers pas au théâtre,. Il y sort diplômé.

### Carrière

#### Débuts prometteurs
Lee Do-hyun fait ses débuts d'acteur, en 2017, incarnant la jeunesse du personnage, Lee Joon-ho, interprété par Jung Kyung-ho dans la comédie noire Prison Playbook.
En février 2018, il est choisi pour jouer le rôle de Gil Oh-dol, jeune frère de Gil Oh-sol (interprétée par Kim Yoo-jung) dans la série Clean with Passion for Now. En mai, il se joint à la série romantique Still 17 pour un rôle secondaire, celui du lycéen, Dong Hae-bum, qui ira vite être le meilleur ami de Yoo Chan (interprété par Ahn Hyo-seop) et l'ami loyal de Woo Seo-ri (Shin Hye-sun). Fin décembre, sa performance lui vaut d'être nommé dans la section « Personnalité de l'année » à la cérémonie des SBS Drama Awards, aux côtés d'Ahn Hyo-seop et Jo Hyun-sik.

#### Ascension
Début avril 2019, il s'est vu proposer le rôle de Go Cheong-myeong, aux côtés de Lee Ji-eun, pour la série dramatique Hotel del Luna qui rencontrera un succès à la télévision. Début août, il est pressenti pour un rôle pour la série d'horreur post-apocalypse Sweet Home, adapté du webtoon du même titre pour Netflix, et sera confirmé, mi-décembre, dans le rôle principal, Lee Eun-hyeok. En octobre, il apparaît dans la série spéciale Scouting Report, pour lequel il remporte le prix du meilleur acteur à la cérémonie des KBS Drama Awards, fin décembre.

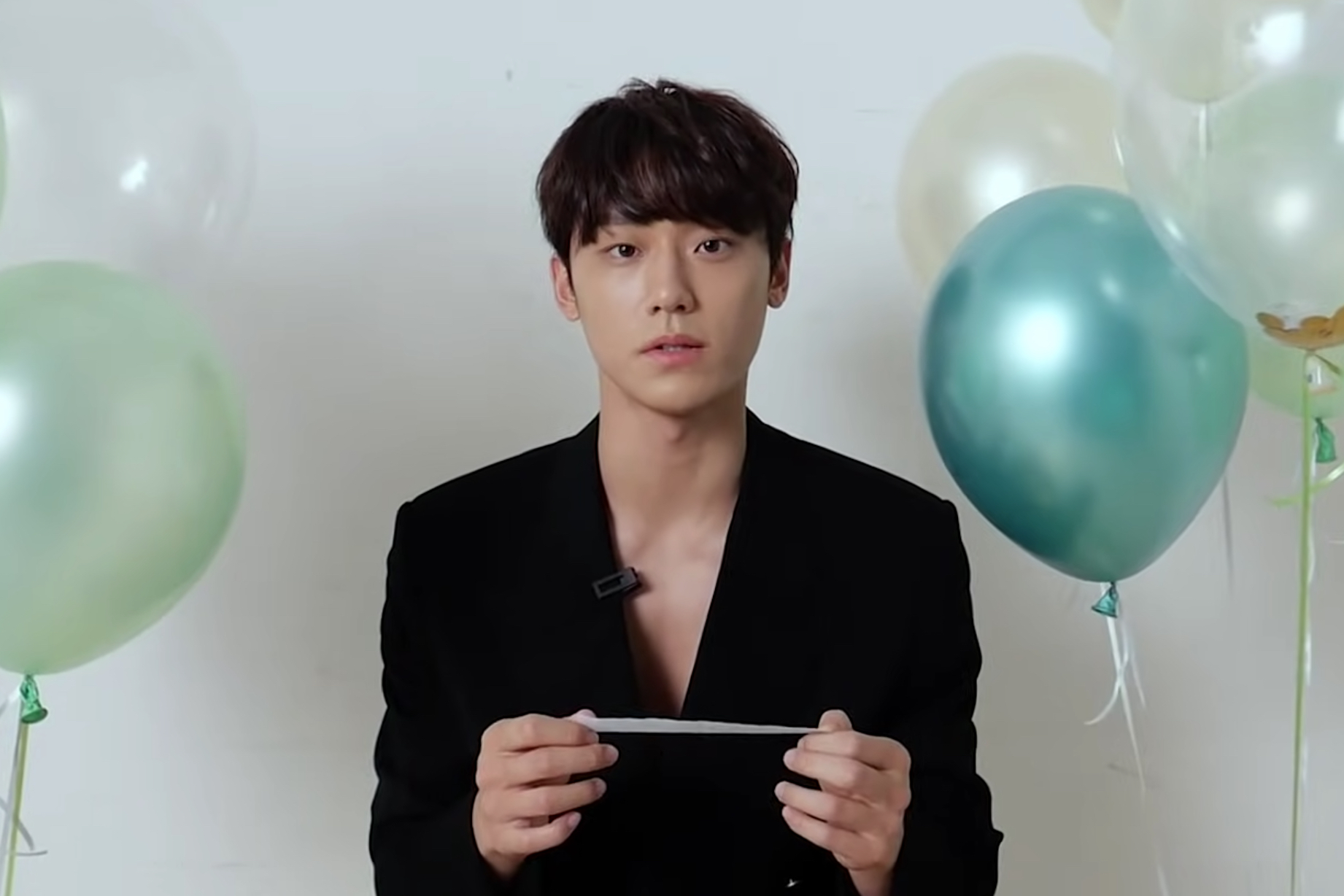
Lee Do-hyun en 2020.

Fin février 2020, il est confirmé pour le rôle de Hong Dae-young dans la série romantique 18 Again, inspirée du film américain 17 ans encore (17 Again, 2009) : « Le réalisateur m'a proposé ce rôle. Je suis allé à une réunion pour étudier le scénario. C'était vraiment intéressant. Au bout du huitième épisode, j'étais vraiment ému au point de vouloir essayer », raconte-t-il dans un entretien. Pour ce rôle, il est nommé meilleur nouvel acteur à la cérémonie des APAN Star Awards, en janvier 2021, et celle des Baeksang Arts Awards, en mai suivant. En octobre, il est annoncé dans le rôle principal, Hwang Hee-tae, dans la série historique Youth of May, dont l'histoire se déroule pendant le soulèvement de Gwangju en 1980 et la diffusion est prévue pour l'année suivante : il obtiendra de bonnes critiques telles que l'« acteur loyal » et le « roi de mélo de la prochaine génération ».

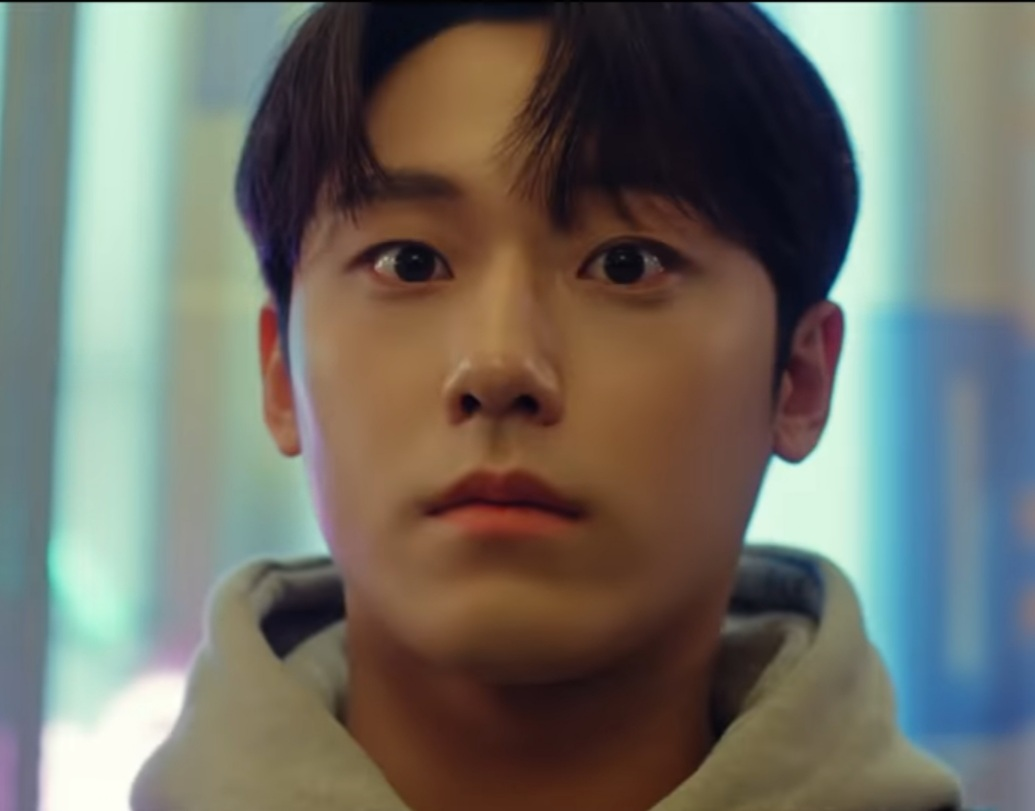
Lee Do-hyun en 2021.

Mi-février 2021, il apparaît dans le passé de l'inspecteur Lee Dong-sik (interprété par Shin Ha-kyun) dans la série de suspense Beyond Evil. Début juillet, il rejoint Im Soo-jeong pour la série dramatique Melancholia. Fin novembre, avec Song Hye-kyo, ils sont confirmés pour la série de thriller psychologique The Glory, écrit par Kim Eun-sook pour Netflix.

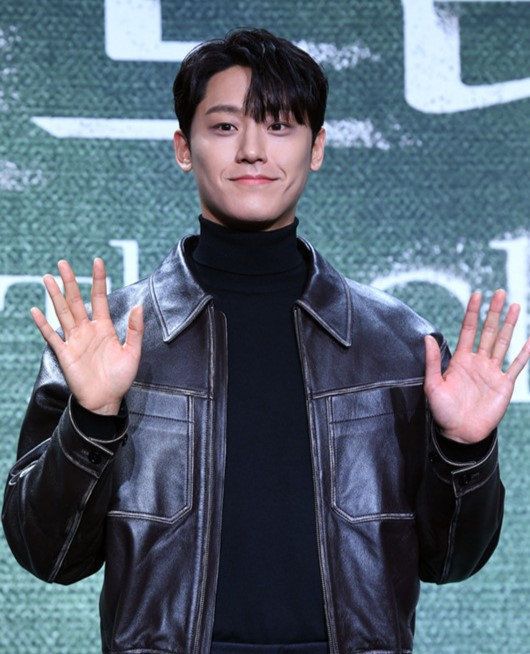
Lee Do-hyun en 2022.

Mi-août 2022, il se joint à Choi Min-sik et Kim Go-eun pour les rôles de chaman dans son premier long métrage d'horreur Exhuma de Jang Jae-hyeon, présenté en avant-première mondiale dans la section « Forum » de la Berlinale 2024.
Mi-janvier 2023, il est engagé pour le rôle principal de la série, une comédie, The Good Bad Mother, aux côtés de Ra Mi-ran et Ahn Eun-jin : il joue Kang-ho qui, devenu enfant par accident, est sous les yeux de sa mère n'ayant d'autre choix que de devenir mauvaise.

#### Service militaire
Le 2 février 2023, il est convoqué à l'armée afin d'effectuer son service militaire au dernier semestre de l'année, mais, selon son agence Yuehua Entertainment, aucune décision n'est encore prise. Le 3 août, son agent annonce qu'il s'engagera dans les forces aériennes de la république de Corée à partir du 14 août.
Fin novembre 2023, il termine le tournage de la série de suspense Death's Game, de son fidèle réalisateur de 18 Again, qui marquera sa dernière apparition à la télévision, avant de retourner à l'armée. Mi-décembre, après de courtes apparitions dans la deuxième saison, il reprend le rôle pour la troisième saison de Sweet Home : « il y sera très actif », selon le réalisateur Lee Eung-bok.
Son service militaire au sein de la fanfare de l'armée de l'air a officiellement pris fin le 13 mai 2025.

### Vie privée
Le 1er avril 2023, son agence Yuehua Entertainment confirme que Lee Do-hyun est en couple avec l'actrice Lim Ji-yeon, rencontrée lors du tournage de la série The Glory,.

## Filmographie

### Cinéma

#### Long métrage
- 2024 : Exhuma (파묘) de Jang Jae-hyeon : Yoon Bong-gil

#### Court métrage
- 2016 : Summer Night (오늘보다 내일 더) de Baek Jin-won : Lim Seo-jin

### Télévision

#### Séries télévisées
- 2017-2018 : Prison Playbook (슬기로운 감빵생활) : Lee Joon-ho, jeune
- 2018 : Still 17 (서른이지만 열일곱입니다) : Dong Hae-beom
- 2018-2019 : Clean with Passion for Now (일단 뜨겁게 청소하라) : Gil Oh-dol
- 2019 : Hotel del Luna (호텔 델루나) : Go Cheong-myeong
- 2019 : The Great Show (위대한 쇼) : Wi Dae-han, jeune
- 2019 : Scouting Report (KBS Drama Special) (드라마 스페셜 - 스카우팅 리포트) : Kwak Jae-won
- 2020 : 18 Again (18 어게인) : Hong Dae-yong, jeune / Go Woo-yong
- Depuis 2020 : Sweet Home (스위트홈) : Lee Eun-hyuk
- 2021 : Beyong Evil (괴물) : Lee Dong-sik, jeune
- 2021 : Youth of May (오월의 청춘) : Hwong Hee-tae
- 2021 : Melancholia (멜랑꼴리아) : Baek Seung-yoo / Baek Min-jae
- 2022-2023 : The Glory (더 글로리) : Joo Yeo-jeong
- 2023 : The Good Bad Mother (나쁜엄마) : Choi Kang-oh
- 2023-2024 : Death's Game (이재, 곧 죽습니다) : Jang Geon-uh

## Distinctions

### Récompenses
- KBS Drama Awards 2019 : meilleur acteur dans un court métrage Drama / épisode spécial pour Drama Special – Scouting Report[32]
- APAN Star Awards 2020 : meilleur nouvel acteur pour 18 Again[13],[33]
- Asia Artist Awards 2021 : recrue de l'année pour Youth of May[34],[35]
- Asian Academy Creative Awards 2021 : meilleur acteur dans un second rôle pour Sweet Home[36],[37],[38]
- Baeksang Arts Awards 2021 : meilleur nouvel acteur pour 18 Again[39],[40],[14]
- Brand of the Year Awards 2021 : étoile montante[réf. souhaitée]
- KBS Drama Awards 2021 : prix d'excellence pour un acteur pour Youth of May[41]
- Kinolights Awards 2021 : acteur de l'année (national) pour Sweet Home et Youth of May, cinquième place[42]
- Korea First Brand Awards 2021 : meilleur nouvel acteur pour 18 Again[réf. souhaitée]
- Brand of the Year Awards 2023 : acteur masculin de l'année[43]

#### Nominations
- SBS Drama Awards 2018 : personnalité de l'année pour Still 17[6]
- Asia Artist Awards 2020 : prix de popularité[réf. souhaitée]
- KBS Drama Awards 2021 : prix d'excellence pour un acteur dans une mini-série pour Youth of May[44]
- Seoul International Drama Awards 2021 : acteur de Corée du Sud exceptionnel pour Sweet Home[45],[46]
- Blue Dragon Series Awards 2022 : meilleur nouvel acteur pour Youth of May[47]
- Brand Customer Loyalty Awards 2023 : meilleur acteur pour The Glory[48]
- Global Film & Television Huading Awards 2023 : meilleur acteur principal de téléplay mondial The Glory[49]
- Blue Dragon Film Awards 2024 : meilleur nouvel acteur pour Exhuma[50],[51]